# Brug 660
Brug 660 is een vaste brug in Amsterdam Nieuw-West.
Ze is gelegen in het Rembrandtpark en dus alleen geschikt voor voetgangers en fietsers. Ze vormt een oost-westverbinding in het park tussen de Van Spilbergenstraat en Orteliuskade aan de oostzijde en Staalmeesterslaan en Staalmeesterslaanbrug aan de westkant van het park. Langs dat pad ligt Amsterdams oudste kinderboerderij "De Uijlenburg".
Vanaf de definitieve opening van het park in 1974 lag er een houten brug over de waterweg die van noord naar zuid door het park loopt. Deze brug, net als het park van de tekentafel Dirk Sterenberg en de Dienst der Publieke Werken, bestond uit houten liggers met houten balustrades in de vorm van donkerbruine balken. De hoogte was door tuinarchitecte Janneke Willemsen zo gekozen, dat gehurkte schaatsers onder de brug door konden.
De houten bruggen waren rond 2000 aan vervanging toe; ze waren vermolmd. Royal HaskoningDHV, met ontwerpers Syb van Breda, Joris Smits en René Rijkers, kwam met een soort standaardbrug voor het park. Zij bestaan uit een cortenstalen brugdek waarop de glazen borstwering / balustrades steunen. Het is een in materiaal duurzame brug, want de gebruikte materialen zijn recyclebaar. De relatief lichte constructie kon gezet worden op de oude fundering, zodat tijd en materiaal uitgespaard konden worden. Die bruggen liggen wel lager over het water. De doorzichtige balustraden werden al snel doelwit van graffiti en vandalisme 
<<< · 600 · 601 · 602 · 603 · 604 · 605 · 606 · 607 · 608 · 609 · 610 · 611 · 612 · 613 · 614 · 615 · 616 · 617 · 618 · 619 · 620 · 621 · 622 · 623 · 624 · 626 · 627 · 628 · 629 · 630 · 631 · 632 · 633 · 634 · 635 · 636 · 637 · 638 · 639 · 643 · 651 · 652 · 653 · 655 · 656 · 657 · 658 · 659 · 660 · 661 · 662 · 663 · 664 · 665 · 666 · 667 · 668 · 669 · 670 · 671 · 673 · 674 · 675 · 676 · 677 · 678 · 679 · 681 · 682 · 683 · 684 · 685 · 687 · 688 · 689 · 690 · 691 · 692 · 695 · 696 · 699 · >>>
Verdwenen brugnummers: 625 (afgebroken brug Sam van Houtenstraat), 640, 644, 645, 646, 647, 648, 650, 672 (duiker Cornelis Lelylaan, Rembrandtpark), 694, 698.
Nooit gebouwd: 649, 680 (nooit gebouwde brug Sloterplas).
Brugnummers 641, 642, 654, 686, 693, 694 en 697 zijn onbekend.